# Lac d'Isaby
Le lac d'Isaby est un lac de la chaîne de montagnes des Pyrénées situé dans le département français des Hautes-Pyrénées de la région Occitanie.
Le lac a une superficie de 6,3 ha pour une altitude de 1 589 m .

## Géographie
Le lac se trouve sur le territoire de la commune de Beaucens, à la limite entre le Massif du Pic-du-Midi-de-Bigorre au sud et le Massif du Montaigu au nord (massifs de la chaîne des Pyrénées).

### Topographie
| Ruisseau d'Isaby         | Pic de Naouit | Pic de Barran          |
| Soum de la Siarrousse    | lac d'Isaby   | Hourquette d'Ouscouaou |
| Crête de Soum de Leviste | Soum Arrouy   | Lac Dets Plagnous      |

### Hydrographie
Le lac a pour émissaire le ruisseau d'Isaby qui fait partie du bassin de l'Adour.

### Géologie
Le lac d'Isaby est un lac glaciaire de montagne, dont la formation se passe en trois étapes majeures :
1. À l'Éocène vers −40 Ma se forme la chaîne des Pyrénées à la suite de la remontée vers le nord de la plaque africaine qui entraîne avec elle la plaque ibérique. Cette dernière glisse alors sous la plaque eurasiatique située plus au nord, ce qui entraîne le plissement, le relèvement et le charriage des couches géologiques de la croûte terrestre,.
2. À partir du Pliocène puis surtout du Pléistocène, de −5 Ma à −10 000 ans, un refroidissement général du climat entraîne la formation de glaciers et d'une érosion fluvioglaciaire (vallées, cirques, moraines, ombilics, etc) dans toute la chaîne des Pyrénées.
3. Depuis l'Holocène, à partir de −10 000 ans, un redoux climatique entraîne la disparition des glaciers et la formation dans leur sillage de nombreux lacs glaciaires qui sont de deux sortes, :
- le lac de verrou qui se forme dans un ombilic glaciaire formant un creux naturel et terminé par un verrou glaciaire rocheux.
- le lac de moraine qui se forme derrière une moraine agissant comme un barrage naturel.

## Faune et flore
La végétation autour du lac est caractéristique d'un étagement altitudinal de type subalpin.

## Histoire
Un conte occitan, Era Sèrp d'Isavit, raconte qu'autrefois, sur les sommets au dessus d'Argelès Gazost, vivait un immense serpent dévorant vaches, brebis, chiens et bergers aux alentours, en les aspirant. Pour se débarrasser de cette mauvaise bête, les habitants cherchèrent une personne capable de tuer le serpent, exploit récompensé par de grands pâturages. Un jeune forgeron construisit alors une forge dans une grotte sous le repère du serpent ; il s'y enchaîna - afin de ne pas être aspirer - et commença à forger de grosses barres de fer pointues, sept à la fois, qui une fois rouges étaient aspirées par le serpent. Ce travail dura sept ans au bout desquels les tripes du serpent prirent feu. Afin de calmer son inflammation, le serpent aspira toute la neige et but toute l'eau des Gaves, des ruisseaux et des fontaines ; malgré cela le serpent succomba au feu des barres de fer et, recrachant toute l'eau ingérée, créa le lac d'Isaby.

## Protection environnementale
Le lac fait partie d'une zone naturelle protégée, classée ZNIEFF de type 1 : Vallée d'Isaby